# Comté de Delaware (Oklahoma)
Pour les articles homonymes, voir Comté de Delaware.
Le comté de Delaware est un comté situé au nord-est de l'État de l'Oklahoma aux États-Unis. Le siège du comté est Jay. Selon le recensement de 2000, sa population est de 37 077 habitants.

## Comtés adjacents
- Comté d'Ottawa (nord)
- Comté de McDonald, Missouri (nord-est)
- Comté de Benton, Arkansas (est)
- Comté d'Adair (sud)
- Comté de Cherokee (sud)
- Comté de Mayes (ouest)
- Comté de Craig (nord-ouest)

## Principales villes
- Bernice
- Brush Creek
- Bull Hollow
- Cayuga
- Cleora
- Cloud Creek
- Colcord
- Copeland
- Dennis
- Dodge
- Dripping Springs
- Flint Creek
- Grove
- Jay
- Kansas
- Leach
- New Eucha
- Old Eucha
- Rocky Ford
- Sycamore
- Tagg Flats
- Twin Oaks
- West Siloam Springs
- Zena (Oklahoma)